# 紀淡連絡道路
紀淡連絡道路（きたんれんらくどうろ）は、紀淡海峡を横断し、和歌山県和歌山市と兵庫県洲本市（淡路島）を結ぶ道路構想である。地域高規格道路候補路線に指定されている。

## 概要
構想自体は1965年（昭和40年）の「ワイズマンレポート（国連調査団報告書）」において、第二東西道路の一つとして提唱されており、1969年（昭和44年）の新全国総合開発計画でも東海南海連絡道路として、1987年（昭和62年）の第4次全国総合開発計画でも大阪湾環状交通体系の一つとして、それぞれ位置付けられている。
#関係団体・自治体に挙げる関西と四国の自治体や経済団体が推進活動を行っている。既に大鳴門橋（鳴門大橋）があるため、実現すると淡路島経由で南近畿と四国（徳島県）が道路で結ばれることになる。本州側の起点は和歌山市の北西端付近であるが、関西国際空港を擁する大阪府泉南地域との境界付近でもある。
1899年（明治32年）から紀淡海峡（洲本市由良港 - 和歌山市加太港間）を旅客船が運航していたが、現在は無い。
以前は少し北の大阪湾南部を横断して深日海運・南海淡路ライン・洲本パールラインが運航されていたが、現在は廃止・休止。ただし深日港 - 洲本港間については2017年以降期間限定の実証実験を実施している。
淡路島と泉南・和歌山県間は直線距離では短いが阪神地区経由もしくは徳島 - 和歌山間の南海フェリー経由のルートを使用する必要がある。
大阪府・兵庫県・和歌山県の23市町で構成される紀淡連絡道路実現期成同盟会は、紀淡連絡道路について、大阪湾ベイエリア地域の交流と連携の推進の観点から、さらには、これまで関係が希薄であった都市間の交流を育成し、関西に新たな広域経済文化圏を創出することにつながり、関西全体の一体的な発展と活性化を促進させるとともに、関西国際空港と連携することで、西日本の国際化にも大きく寄与すること、また国土強靭化の観点、交通・情報通信網をはじめとするネットワークの代替性・多重性の確保の重要性から、この道路の必要性を唱え、国会、政府関係機関等に要望活動等を行っている。

### ルート構想
和歌山県和歌山市の阪和自動車道、京奈和自動車道との交点（和歌山ジャンクション）から和歌山市加太、友ヶ島を経て兵庫県洲本市の神戸淡路鳴門自動車道との交点に至る構想である。延長は約40キロメートル、その内海峡部は約11キロメートルとなる。このルートで道路が供用されれば、大阪湾を囲む3つの環状道路ができることになる。

## 架橋の案
紀淡連絡道路実現期成同盟会の予想案によると、海峡部は友ヶ島を経由する道路単独橋とし、淡路側の由良瀬戸には明石海峡大橋を上回って世界最長となる全長約4,700 mの吊橋を設けるとする。当初はトンネル案やカートレイン案もあった。技術的には可能とされているが、一方で世界最長レベルの吊り橋を整備することに伴う建設費用や開通後の需要などの課題も残る。また、紀淡海峡一帯は瀬戸内海国立公園内に入っており、吊橋を建設する上での紀淡海峡付近の景観や友ヶ島の砲台跡など歴史的遺産に関する問題もある。
また、この道路を鉄道併用橋とし、四国新幹線を通す計画も提唱されており、これには仁坂吉伸前和歌山県知事も自由民主党の政治パーティーの中で「もし四国新幹線が実現すれば、 紀淡海峡大橋の下に新幹線を通して和歌山経由で関空につなぎたい夢がある」と述べ賛同している。この場合、完成後も未使用のままである大鳴門橋の鉄道部を活用することとなる。

## 関係団体・自治体
紀淡連絡道路実現期成同盟会 （1992年7月設立）
泉大津市、和泉市、高石市、岸和田市、貝塚市、泉佐野市、泉南市、阪南市、忠岡町、熊取町、田尻町、岬町、淡路市、南あわじ市、洲本市、和歌山市、海南市、紀の川市、橋本市、岩出市、かつらぎ町、紀美野町、九度山町、高野町、徳島市、阿南市、
紀淡海峡交流会議 （1992年9月設立）
大阪府、兵庫県、奈良県、和歌山県、徳島県、香川県、高知県、関西経済連合会、四国経済連合会、大阪府商工会議所連合会、兵庫県商工会議所連合会、奈良県商工会議所連合会、和歌山県商工会議所連合会、徳島県商工会議所連合会、香川県商工会議所連合会、高知県商工会議所連合会
大阪湾環状紀淡連絡道路建設推進協議会 （1994年6月設立）
大阪府、兵庫県、和歌山県、徳島県、奈良県、滋賀県、京都府、京都市、大阪市、神戸市
紀淡連絡道路建設促進協議会 （1996年7月設立）
関西経済連合会、四国経済連合会、大阪商工会議所、和歌山商工会議所、徳島商工会議所、大津商工会議所、京都商工会議所、神戸商工会議所、奈良商工会議所、高松商工会議所、高知商工会議所、洲本商工会議所、鳴門商工会議所、堺商工会議所、泉佐野商工会議所

## 沿革
- 1991年（平成3年）度 : 大阪湾環状道路の一環として、建設省（現・国土交通省）による調査が開始される[1]。
- 1994年（平成6年）: 地域高規格道路候補路線に指定。

## 周辺の主な道路
- E26 / E42 阪和自動車道
- E24 京奈和自動車道
- 第二阪和国道
- E28 神戸淡路鳴門自動車道
- 国道24号
- 国道26号
- 国道28号
- 国道42号
- 和歌山県道7号粉河加太線
- 大阪府道・和歌山県道65号岬加太港線
- 兵庫県道76号洲本灘賀集線
- 兵庫県道472号鳥飼浦洲本線